# ヒア・ゼア・アンド・エヴリホエア
「ヒア・ゼア・アンド・エヴリホエア」（Here, There and Everywhere）は、ビートルズの楽曲である。1966年に発売された7作目のイギリス盤公式オリジナル・アルバム『リボルバー』に収録された。レノン＝マッカートニー名義となっているが、ポール・マッカートニーによって書かれたラヴ・バラード。作者であるマッカートニー自身のお気に入りの楽曲の1つとなっており、2000年に『モジョ』誌が発表した「100 Greatest Songs Of All Time」では第4位にランクインした。
「ヒア・ゼア・アンド・エブリホエア」は、アルバム『リボルバー』のためのセッションの終盤にレコーディングが行われた楽曲で、直近に行なわれたザ・ビーチ・ボーイズのアルバム『ペット・サウンズ』のリスニングパーティーに参加したマッカートニーは、ブライアン・ウィルソン作の「神のみぞ知る」からインスピレーションを得て作曲した。

## 背景
ポール・マッカートニーは、本作のインスピレーションの源として、ブライアン・ウィルソン作の「神のみぞ知る」を挙げている。この楽曲は、ザ・ビーチ・ボーイズが1966年に発売したアルバム『ペット・サウンズ』に収録された楽曲で、同作が収録された『ペット・サウンズ』はビートルズが1965年に発売したアルバム『ラバー・ソウル』に影響を受けて制作されたアルバムだった。マッカートニーとジョン・レノンは、1966年5月18日にザ・ウォルドーフ・ヒルトン・ロンドンで行なわれたビーチ・ボーイズのアルバム『ペット・サウンズ』のプライベート・リスニング・パーティに出席した。
1990年にマッカートニーは、ザ・ビーチ・ボーイズの伝記作家であるデヴィッド・リーフとの対談で、本作の冒頭におけるマッカートニーとレノンが考えたハーモニーについて、「ザ・ビーチ・ボーイズから影響を受けたのは、ちょうどこの冒頭の部分だ」と語っている。
マッカートニーは、1966年6月初旬にウェイブリッジにあるレノンの自宅で、眠っているレノンが目を覚ますのを待っている間に「ヒア・ゼア・アンド・エブリホエア」を書き始めた。マッカートニーは「僕はギターを持ってプールの側に置いてあったサンチェアに座って、Eコードをかき鳴らし始めた。そしてすぐにいくつかのコードが浮かんで、ジョンが目を覚ますまでにある程度書き上げていたから、部屋に持ち込んで仕上げにかかったよ」と振り返っている。

## レコーディング
「ヒア・ゼア・アンド・エブリホエア」は、EMIレコーディング・スタジオで行なわれたアルバム『リボルバー』のレコーディング・セッションの終盤に録音された楽曲で、6月14日、16日、17日の3回のセッションで取り組まれた。ベーシック・トラックを13テイク録音した後、オーバー・ダビングが施された。
本作はマッカートニー、レノン、ジョージ・ハリスンが3回のセッションの大半を費やして仕上げたハーモニーが特徴となっていて、前述のザ・ビーチ・ボーイズからの影響だけでなく、マリアンヌ・フェイスフルの歌唱法も取り入れられている。本作におけるマッカートニーのリード・ボーカルは、マルチトラック録音したもの。曲の最後には管楽器を思わせる音色が含まれているが、このほかにレスリースピーカーを通してマンドリンのような音色に変えたリードギターのパートも試された。
1996年に発売されたシングル『リアル・ラヴ』には、テイク7と13を組み合わせた音源が収録された。

## リリース・評価
1966年8月に『リボルバー』が発売され、「ヒア・ゼア・アンド・エブリホエア」はハリスン作のインド音楽の様式が取り入れられた「ラヴ・ユー・トゥ」と、童歌の「イエロー・サブマリン」の間の5曲目に収録された。音楽評論家のティム・ライリーは、アルバムにおける曲順について、「『ヒア・ゼア・アンド・エブリホエア』が、『ラヴ・ユー・トゥ』の持つエロティシズムを“飼い慣し”ている」とし、「マッカートニーがこれまでに作曲した中で最も完璧な曲」として称賛している。『オールミュージック』のリッチー・アンターバーガーは、本作について「『ラブ・バラード』というジャンルへの傑出した貢献」とし、「演奏の繊細さが雅で、官能的なイメージがより明確で、欲望と充実感が具体的に表現されている」と評している。
音楽評論家のイアン・マクドナルドは、本作における「音楽の創意工夫」を称賛する一方で、「ソフトフォーカスの魅力のために、曲全体が安っぽくてかなり陰気」と評している。ジェームス・ペローネは「シニア・プロムのバンドのセットリストに入っていそうな、1960年代半ばのラブ・バラード」とし、「リスナーにとっては『甘ったるく、感傷的すぎる』ように思える」と評している。『コンシークエンス・オブ・サウンド』のクリス・コプランは、アルバム『リボルバー』における「一見場違いな曲」として本作と「ゴット・トゥ・ゲット・ユー・イントゥ・マイ・ライフ」の2曲を挙げている。
作者であるマッカートニー自身は、お気に入りの楽曲として本作を「最高傑作のひとつ」として挙げており、プロデューサーのジョージ・マーティンも本作をお気に入りの楽曲として挙げている。また、レノンは曲が完成した際にマッカートニーに対して「本当に素晴らしい曲だ。大好きな曲だよ」と伝えており、1980年の『プレイボーイ』誌のインタビューでも「ビートルズの曲の中で僕のお気に入りの1つ」と語っている。
2000年に『モジョ』誌が発表した「100 Greatest Songs Of All Time」では第4位、2004年に『ローリング・ストーン』誌が発表した「100 Greatest Beatles Songs」の第25位にランクインした。
マッカートニーは、1984年に公開された映画『ヤァ!ブロード・ストリート』のサウンドトラックとして再録音した。この時に録音された演奏は、同作のサウンドトラック・アルバムに収録されている。その後、1991年の「Unplugged Tour」、1993年の「New World Tour」、2002年の「Driving World Tour」、2003年の「Back in the World Tour」などのコンサート・ツアーで演奏されており、『公式海賊盤』（1991年）、『ポール・イズ・ライブ』（1993年）、『バック・イン・ザ・U.S. -ライブ2002』（2002年）、『バック・イン・ザ・ワールド』（2003年）などのライブ・アルバムにライブ音源が収録されている。

## クレジット
※出典
- ポール・マッカートニー - ダブルトラックのリードボーカル、リズムギター[16][26]、ベース、フィンガースナップ
- ジョン・レノン - バッキング・ボーカル、フィンガースナップ
- ジョージ・ハリスン - リードギター、バッキング・ボーカル、フィンガースナップ
- リンゴ・スター - ドラム、フィンガースナップ

## カバー、文化的影響など
オールミュージックのリッチー・アンターバーガーは、「最も有名なカバー・バージョン」としてエミルー・ハリスによるカバー・バージョンを挙げている。エミルー・ハリスによるカバー・バージョンは、1975年に発売されたアルバム『エリート・ホテル』に収録された後にシングル・カットされ、翌年のBillboard Hot 100では最高位65位、アダルト・コンテンポラリー・チャートで最高位13位を記録した。この他にも、ビージー・アデール、クレイ・エイケン、デイヴィッド・ベノワ、ジョージ・ベンソン、ジーナ・ジェフィリーズ、ピーター・ブラインホルト、ペトゥラ・クラーク、ペリー・コモ、カウント・ベイシー楽団、ダレン・デイ、ジョン・デンバー、ロミナ・パワー、セリーヌ・ディオン、アリク・アインシュタイン、マット・モンロー、ホセ・フェリシアーノ（インストゥルメンタル）、ザ・フォーモスト、ジェリー・ガルシア&マール・サンダース（インストゥルメンタル）、ボビー・ジェントリー、ステファン・グラッペリー、オーフラ・ハーノイ、フライング・ピケッツ、ジェイ・アンド・ジ・アメリカンズ、レターメン、ロックスリー、ケニー・ロギンス、クロディーヌ・ロンジェ、ジョン・マクダーモット、カーメン・マクレエ、オリビア・オン、ジョージ・シアリング、シンガーズ・アンリミテッド、シセル、イェラン・セルシェル、マリーナ・ヴェレニキナ、ホセ・マリ・チャン、カミロ・セスト、ジョン・ウィリアムズ（インストゥルメンタル）、アンディ・ウィリアムス、デヴィッド・ギルモア、ウンベルト・トッツィ、ブールー&エリオス・フェレ（インストゥルメンタル）らによってカバーされた。日本でも坂本真綾、深町純、山下和仁、キャンディーズ、Mi-Ke、KAN（弦楽四重奏版）らによってカバーされた。
シャドウズのブルース・ウェルチは自伝の中で、マッカートニーがビートルズの楽曲としてレコーディングする前に、シャドウズのリードギタリストであるハンク・マーヴィンに本作を提供したことを明かした。その後、マーヴィンは2007年に発売したアルバム『Guitar Man』でインストゥルメンタルとしてカバーした。
アメリカのテレビ局NBCで放送されたシチュエーション・コメディ『フレンズ』の結婚式のシーンで、本作がスティールパンで演奏された。日本では日産・サニー（B12型）のCMソングとして使用された。
フランク・オーシャンのWhite Ferrariでは、本曲がサンプリングされている。